# Full Circle (álbum de Pennywise)
Full Circle é o quarto álbum de estúdio da banda estado-unidense de punk rock Pennywise. Foi lançado pela Epitaph Records em 22 de Abril de 1997 e digitalmente remasterizado em 8 de Março de 2005 pelo selo original.
Este é o primeiro álbum do grupo sem o baixista original Jason Thirsk, que cometeu suicídio em 29 de Julho de 1996 devido ao alcoolismo. A última faixa, "Bro Hymn Tribute", é dedicada a ele. A partir desse álbum, a banda conta com o baixista Randy Bradbury, agora membro permanente.

## Faixas
Todas as faixas por Pennywise.
1. "Fight Til You Die" - 2:22
2. "Date With Destiny" - 2:55
3. "Get A Life" - 2:56
4. "Society" - 3:24
5. "Final Day" - 3:11
6. "Broken" - 2:46
7. "Running Out Of Time" - 2:21
8. "You'll Never Make It" - 2:35
9. "Every Time" - 2:37
10. "Nowhere Fast" - 2:56
11. "What If I" - 2:55
12. "Go Away" - 1:51
13. "Did You Really" - 2:51
14. "Bro Hymn Tribute" - 23:56
  - Após um período de silêncio, é tocada uma faixa escondida com um solo de piano dedicada ao falecido baixista do grupo.

## Integrantes
- Eddie Ashworth - produção, engenharia e mixagem
- Milton Chan - mixagem
- Fletcher Dragge - violão
- Jesse Fischer - arte
- Brett Gurewitz - mixagem
- Jim Lindberg - vocais
- Byron McMackin - bateria
- Pennywise - produção, engenharia, arte e mixagem
- Darian Rundall - assistência de engenharia e mixagem
- Eddy Schreyer - masterização
- Jason Thirsk - vocal (gravação de fundo)

Predefinição:Pennywise
1. ↑  Chesler, Josh (29 de setembro de 2015). «10 Best Skate Punk Albums of All Time». OC Weekly. p. 2. Consultado em 31 de julho de 2016. Arquivado do original em 3 de junho de 2016
2. ↑  Day, Holly. «Pennywise: Full Circle: Pitchfork Review». Pitchfork. Consultado em 23 de fevereiro de 2022. Cópia arquivada em 28 de outubro de 2004